# Погорашти (Ботошани)
Погорашти (рум. Pogorăști) насеље је у Румунији у округу Ботошани у општини Раусени. Oпштина се налази на надморској висини од 67 m.

## Становништво
Према подацима из 2002. године у насељу је живело 185 становника, од којих су сви румунске националности.